# Obština Bjala (Varna)
Obština Bjala (bulharsky Община Бяла) je bulharská jednotka územní samosprávy ve Varenské oblasti. Leží ve východním Bulharsku u Černého moře. Sídlem obštiny je město Bjala, kromě něj zahrnuje obština 5 vesnic. Žijí zde přibližně 3 tisíce obyvatel.

## Sídla
| - Bjala (sídlo správy) - Ďulino - Gorica | - Gospodinovo - Popovič - Samotino |

## Sousední obštiny
| Růžice kompasu |                       | Dolni Čiflik |  | Růžice kompasu |
| Růžice kompasu | Sever                 |              |  | Růžice kompasu |
| Růžice kompasu | Obština Bjala (Varna) |              |  | Růžice kompasu |
| Růžice kompasu | Jih                   |              |  | Růžice kompasu |
| Růžice kompasu | Nesebăr               |              |  | Růžice kompasu |

## Obyvatelstvo
K 15. březnu 2025 v obštině žilo 3 559 obyvatel a bylo zde trvale hlášeno 3 239 obyvatel. Podle sčítání 7. září 2021 bylo národnostní složení následující:
- Bulhaři: 2 299 (81.4 %)
- Turci: 218 (7.7 %)
- Romové: 151 (5.3 %)
- ostatní[p 4]: 157 (5.6 %)

V období 2011 až 2021 v obštině přibylo 190 obyvatel.